# West Hill (Devon)
West Hill – wieś i civil parish w Anglii, w hrabstwie Devon, w dystrykcie East Devon. W 2016 miejscowość liczyła 721 mieszkańców.